# Alexander Wilson Drake

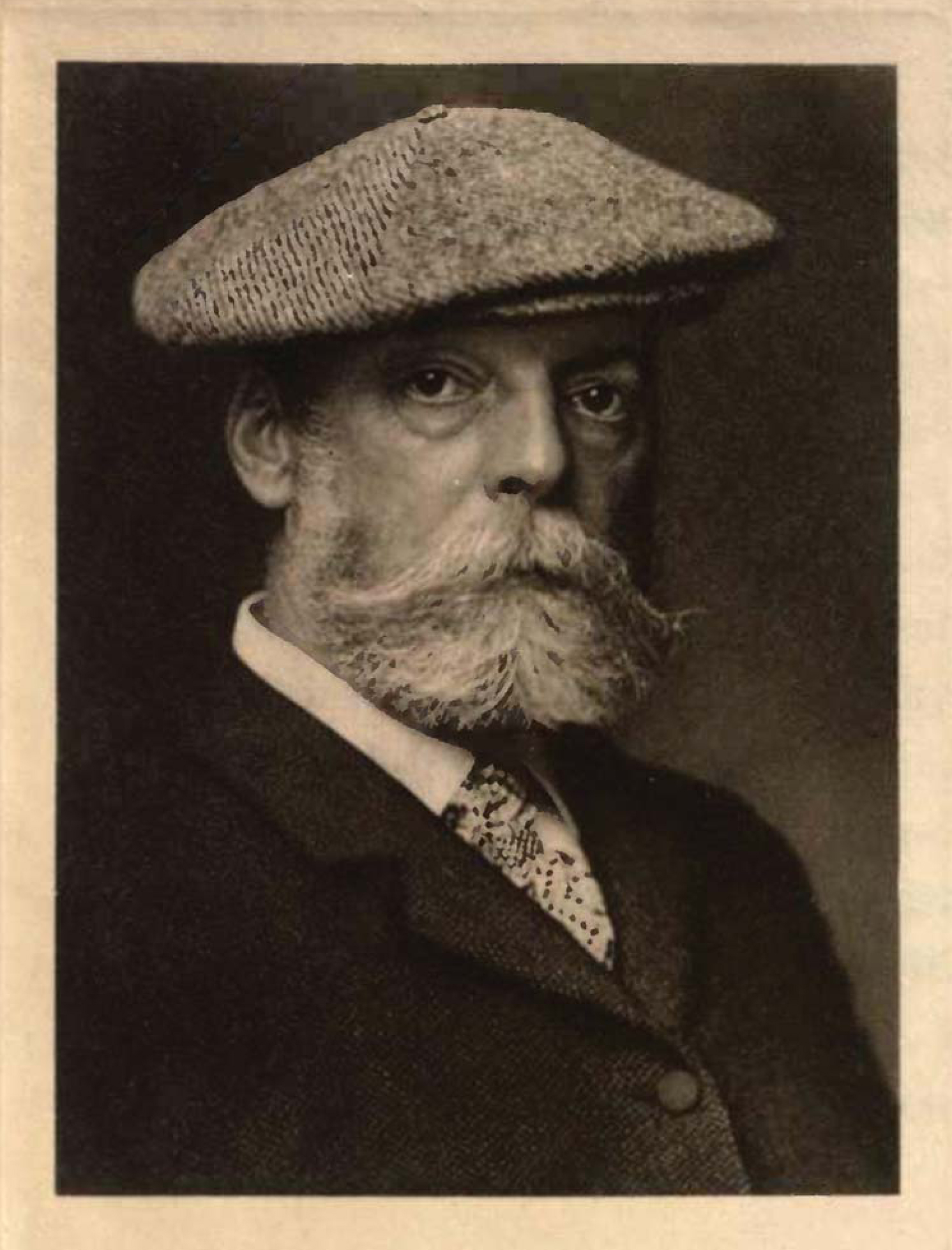
Alexander Wilson Drake

Alexander Wilson Drake (* 1843 in Westfield (New Jersey); † 4. Februar 1916 in New York City) war ein US-amerikanischer Holzstecher, Autor, Kunstkritiker und Kunstsammler.

## Leben
Alexander Wilson Drake, der Sohn von Isaac Payne Drake (1818–1900) und Charlotte Osborne Drake (1817–1903), erlernte das Holzstichhandwerk bei John William Orr in New York City und besuchte dort die beiden Kunstschulen Cooper Union und  National Academy of Design, um dort unter anderem Malerei zu studieren. Ab 1865 war Drake als Künstlerischer Leiter in den Redaktionen der Magazine Scribner’s, Century und St. Nicholas tätig. Dies ermöglichte ihm als Sammler und Patron in New York City das Kennenlernen diverser Kunstschätze in Übersee: 1880 führten ihn Kunstreisen nach England, Frankreich und Italien. 1890 folgte die Fahrt wiederum nach Europa mit Aufenthalten in Spanien sowie Besuchen nach Algier und Marokko.
Drake trat gegen Ende des 19. Jahrhunderts nicht nur als Kunstsachverständiger hervor. Er veröffentlichte zudem einige Kurzgeschichten und wenige Gedichte.
Drake war dreimal verheiratet; erst mit Hilah Tanner Lloyd (1847–1885), dann mit deren Cousine Ann Lloyd (1854–1890) und schließlich mit Edith True. Mit seiner ersten Frau hatte er drei Töchter: Charlotte (1873–1874), Hilah (1877–1970) und Alice (1880–1963).
Die letzte Ruhe fand Alexander Wilson Drake auf dem Newarker Mount-Pleasant-Friedhof.

## Werke (Auswahl)
Prosa und Lyrik
- Three midnight stories. The Century Company, New York 1916 (archive.org)

Sammlungen
- Mr. A. W. Drake's notable collection of brass and copper. American Art Association, New York 1907  (archive.org)
- Illustrated catalogue of Mr. A. W. Drake's famous collections of antique samplers and needlework, fragments of old printed chintz. American Art Association, New York 1913 (HathiTrust)
- Antiques, curios and bric-a-brac.[1] American Art Galleries, New York 1917 (archive.org)

## Mitbegründungen und Mitgliedschaften
- Mitbegründer
  - Grolier Club
  - Aldine Club
- Mitglied
  - Century Association
  - Players Club
  - Architectural League
  - Municipal Art League of New York
  - Caxton Club of Chicago